# ISO 4217
Az ISO 4217 (devizakód) a valuták és az egyes pénznemek jelölésének 3-karakteres kódjait tartalmazó nemzetközi szabvány. A kódok nem tévesztendők össze a pénznemek nevének rövid alakjával, a devizajellel.

## Története
Az ISO 68 számú Technikai Bizottsága 1973-ban döntött úgy, hogy a világgazdaság bármely területén alkalmazható kódrendszert hoz létre a világ valutái és egyéb értékhordozói részére. Az illetékes ENSZ/ECE Szakértői Csoport 17. ülésén (1978. február) megállapodott abban, hogy az ISO 4217 számú nemzetközi szabványban foglalt hárombetűs kódok, a "Valuták és más értékhordozók jelölésének kódrendszere", megfelel a világgazdaságban való használat kritériumainak.
Az idők során új valutákat, pénzegységeket hoznak forgalomba, egyeseket pedig kivonnak a forgalomból. Ezek a változások gyakran kötődnek új kormány hivatalba lépéséhez, (háború utáni helyzetben vagy új Alkotmány életbe lépése után), nemzetközi szerződések jönnek létre, amelynek alapján országok egységesítik valutájukat, vagy a száguldó infláció megfékezését elősegítendő vezetnek be új valutát. Ezen okok miatt a lista időnként frissítésre szorul, és az ISO 4217 szabvány listájának kezelésének felelőse az angol British Standards Institution.

## Az érvényes valutakódok
| ISO-4217 kód | Pénznem                                                            | A pénznemet használó ország(ok), terület(ek), szervezet(ek) |
| ------------ | ------------------------------------------------------------------ | --- |
| AED          | Emirátusi dirham                                                   | Egyesült Arab Emírségek |
| AFN          | Afgán afgáni                                                       | Afganisztán |
| ALL          | Albán lek                                                          | Albánia |
| AMD          | Örmény dram                                                        | Hegyi-Karabah Köztársaság · Örményország |
| ANG          | Holland antillákbeli forint                                        | Curaçao · Sint Maarten |
| AOA          | Angolai kwanza                                                     | Angola |
| ARS          | Argentin peso                                                      | Argentína |
| AUD          | Ausztrál dollár                                                    | Ausztrália · Ausztrál antarktiszi terület · Karácsony-sziget · Kókusz-szigetek · Heard-sziget és McDonald-szigetek · Kiribati · Nauru · Norfolk-sziget · Tuvalu |
| AWG          | Arubai florin                                                      | Aruba |
| AZN          | Azeri manat                                                        | Azerbajdzsán |
| BAM          | Bosnyák konvertibilis márka                                        | Bosznia-Hercegovina |
| BBD          | Barbadosi dollár                                                   | Barbados |
| BDT          | Bangladesi taka                                                    | Banglades |
| BGN          | Bolgár leva                                                        | Bulgária |
| BHD          | Bahreini dinár                                                     | Bahrein |
| BIF          | Burundi frank                                                      | Burundi |
| BMD          | Bermudai dollár                                                    | Bermuda |
| BND          | Brunei dollár                                                      | Brunei · Szingapúr |
| BOB          | Bolíviai boliviano                                                 | Bolívia |
| BOV          | Bolíviai Mvdol (alapkód)                                           | Bolívia |
| BRL          | Brazil real                                                        | Brazília |
| BSD          | Bahamai dollár                                                     | Bahama-szigetek |
| BTN          | Bhutáni ngultrum                                                   | Bhután |
| BWP          | Botswanai pula                                                     | Botswana · Zimbabwe |
| BYN          | Belarusz rubel                                                     | Fehéroroszország |
| BZD          | Belize-i dollár                                                    | Belize |
| CAD          | Kanadai dollár                                                     | Kanada · Saint-Pierre és Miquelon |
| CDF          | Kongói frank                                                       | Kongói Demokratikus Köztársaság |
| CHE          | WIR euró (kiegészítő pénznem)                                      | Svájc |
| CHF          | Svájci frank                                                       | Svájc · Liechtenstein |
| CHW          | WIR frank (kiegészítő pénznem)                                     | Svájc |
| CLF          | Unidad de Fomento (alapkód)                                        | Chile |
| CLP          | Chilei peso                                                        | Chile |
| CNY          | Kínai jüan (Renminbi)                                              | Kína |
| COP          | Kolumbiai peso                                                     | Kolumbia |
| COU          | Unidad de Valor Real                                               | Kolumbia |
| CRC          | Costa Rica-i colón                                                 | Costa Rica |
| CUP          | Kubai peso                                                         | Kuba |
| CVE          | Zöld-foki escudo                                                   | Zöld-foki Köztársaság |
| CZK          | Cseh korona                                                        | Csehország |
| DJF          | Dzsibuti frank                                                     | Dzsibuti |
| DKK          | Dán korona                                                         | Dánia · Grönland |
| DOP          | Dominikai peso                                                     | Dominikai Köztársaság |
| DZD          | Algériai dinár                                                     | Algéria |
| EGP          | Egyiptomi font                                                     | Egyiptom · Gázai övezet |
| ERN          | Eritreai nakfa                                                     | Eritrea |
| ETB          | Etióp birr                                                         | Etiópia |
| EUR          | Euró                                                               | Andorra · Ausztria · Belgium · Ciprus · Clipperton-sziget · Észtország · Finnország · Francia déli és antarktiszi területek · Franciaország · Görögország · Hollandia · Horvátország · Írország · Koszovó · Lettország · Litvánia · Luxemburg · Málta · Monaco · Montenegró · Németország · Olaszország · Portugália · San Marino · Szlovákia · Szlovénia · Spanyolország · Vatikán · Zimbabwe |
| FJD          | Fidzsi dollár                                                      | Fidzsi-szigetek |
| FKP          | Falkland-szigeteki font                                            | Falkland-szigetek |
| GBP          | Font sterling                                                      | Egyesült Királyság · Déli-Georgia és Déli-Sandwich-szigetek · Brit antarktiszi terület · Brit Indiai-óceáni Terület · Zimbabwe |
| GEL          | Grúz lari                                                          | Grúzia |
| GHS          | Ghánai cedi                                                        | Ghána |
| GIP          | Gibraltári font                                                    | Gibraltár |
| GMD          | Gambiai dalasi                                                     | Gambia |
| GNF          | Guineai frank                                                      | Guinea |
| GTQ          | Guatemalai quetzal                                                 | Guatemala |
| GYD          | Guyanai dollár                                                     | Guyana |
| HKD          | Hongkongi dollár                                                   | Hongkong · Makaó |
| HNL          | Hondurasi lempira                                                  | Honduras |
| HTG          | Haiti gourde                                                       | Haiti |
| HUF          | Magyar forint                                                      | Magyarország |
| IDR          | Indonéz rúpia                                                      | Indonézia |
| ILS          | Izraeli új sékel                                                   | Izrael · Palesztina |
| INR          | Indiai rúpia                                                       | India |
| IQD          | Iraki dinár                                                        | Irak |
| IRR          | Iráni riál                                                         | Irán |
| ISK          | Izlandi korona                                                     | Izland |
| JMD          | Jamaicai dollár                                                    | Jamaica |
| JOD          | Jordán dinár                                                       | Jordánia · Palesztina (Ciszjordánia) |
| JPY          | Japán jen                                                          | Japán |
| KES          | Kenyai shilling                                                    | Kenya |
| KGS          | Kirgiz szom                                                        | Kirgizisztán |
| KHR          | Kambodzsai riel                                                    | Kambodzsa |
| KMF          | Comore-i frank                                                     | Comore-szigetek |
| KPW          | Észak-koreai von                                                   | Észak-Korea |
| KRW          | Dél-koreai von                                                     | Dél-Korea |
| KWD          | Kuvaiti dinár                                                      | Kuvait |
| KYD          | Kajmán-szigeteki dollár                                            | Kajmán-szigetek |
| KZT          | Kazak tenge                                                        | Kazahsztán |
| LAK          | Laoszi kip                                                         | Laosz |
| LBP          | Libanoni font                                                      | Libanon |
| LKR          | Srí Lanka-i rúpia                                                  | Srí Lanka |
| LRD          | Libériai dollár                                                    | Libéria |
| LSL          | Lesothói loti                                                      | Lesotho |
| LYD          | Líbiai dinár                                                       | Líbia |
| MAD          | Marokkói dirham                                                    | Marokkó · Nyugat-Szahara |
| MDL          | Moldován lej                                                       | Moldova |
| MGA          | Madagaszkári ariary                                                | Madagaszkár |
| MKD          | Macedón dinár                                                      | Észak-Macedónia |
| MMK          | Mianmari kjap                                                      | Mianmar |
| MNT          | Mongol tugrik                                                      | Mongólia |
| MOP          | Makaói pataca                                                      | Makaó |
| MRO          | Mauritániai ouguiya                                                | Mauritánia |
| MUR          | Mauritiusi rúpia                                                   | Mauritius |
| MVR          | Maldív rúfia                                                       | Maldív-szigetek |
| MWK          | Malawi kwacha                                                      | Malawi |
| MXN          | Mexikói peso                                                       | Mexikó |
| MXV          | Unidad de Inversion (alapkód)                                      | Mexikó |
| MYR          | Maláj ringgit                                                      | Malajzia |
| MZN          | Mozambiki metical                                                  | Mozambik |
| NAD          | Namíbiai dollár                                                    | Namíbia |
| NGN          | Nigériai naira                                                     | Nigéria |
| NIO          | Nicaraguai córdoba                                                 | Nicaragua |
| NOK          | Norvég korona                                                      | Norvégia · Spitzbergák · Jan Mayen-sziget · Bouvet-sziget · Maud királyné föld · I. Péter-sziget |
| NPR          | Nepáli rúpia                                                       | Nepál |
| NZD          | Új-zélandi dollár                                                  | Cook-szigetek · Új-Zéland · Niue · Pitcairn-szigetek · Tokelau-szigetek · Ross-függőség |
| OMR          | Ománi riál                                                         | Omán |
| PAB          | Panamai balboa                                                     | Panama |
| PEN          | Perui új sol                                                       | Peru |
| PGK          | Pápua új-guineai kina                                              | Pápua Új-Guinea |
| PHP          | Fülöp-szigeteki peso                                               | Fülöp-szigetek |
| PKR          | Pakisztáni rúpia                                                   | Pakisztán |
| PLN          | Lengyel złoty                                                      | Lengyelország |
| PYG          | Paraguayi guaraní                                                  | Paraguay |
| QAR          | Katari riál                                                        | Katar |
| RON          | Román lej                                                          | Románia |
| RSD          | Szerb dinár                                                        | Szerbia |
| RUB          | Orosz rubel                                                        | Abházia · Dél-Oszétia · Oroszország |
| RWF          | Ruandai frank                                                      | Ruanda |
| SAR          | Szaúdi riál                                                        | Szaúd-Arábia |
| SBD          | Salamon-szigeteki dollár                                           | Salamon-szigetek |
| SCR          | Seychelle-i rúpia                                                  | Seychelle-szigetek |
| SDG          | Szudáni font                                                       | Szudán |
| SEK          | Svéd korona                                                        | Svédország |
| SGD          | Szingapúri dollár                                                  | Szingapúr · Brunei |
| SHP          | Szent Ilona-i font                                                 | Szent Ilona · Ascension-sziget · Tristan da Cunha |
| SLL          | Sierra Leone-i leone                                               | Sierra Leone |
| SOS          | Szomáliai shilling                                                 | Puntföld · Szomália |
| SRD          | Suriname-i dollár                                                  | Suriname |
| SSP          | Dél-szudáni font                                                   | Dél-Szudán |
| STN          | São Tomé és Príncipe-i dobra                                       | São Tomé és Príncipe |
| SYP          | Szír font                                                          | Szíria |
| SZL          | Szváziföldi lilangeni                                              | Szváziföld |
| THB          | Thai bát                                                           | Thaiföld |
| TJS          | Tádzsik szomoni                                                    | Tádzsikisztán |
| TMT          | Türkmén manat                                                      | Türkmenisztán |
| TND          | Tunéziai dinár                                                     | Tunézia |
| TOP          | Tongai paʻanga                                                     | Tonga |
| TRY          | Török líra                                                         | Törökország · Észak-Ciprus |
| TTD          | Trinidad és Tobagó-i dollár                                        | Trinidad és Tobago |
| TWD          | Tajvani új dollár                                                  | Kínai Köztársaság (Tajvan) |
| TZS          | Tanzániai shilling                                                 | Tanzánia |
| UAH          | Ukrán hrivnya                                                      | Ukrajna |
| UGX          | Ugandai shilling                                                   | Uganda |
| USD          | Amerikai dollár                                                    | Amerikai Egyesült Államok · Amerikai Szamoa · Amerikai Virgin-szigetek · Bermuda · Brit Indiai-óceáni Terület · Brit Virgin-szigetek · Ecuador · Északi-Mariana-szigetek · Guam · Karibi Hollandia · Kelet-Timor · Marshall-szigetek · Mikronézia · Palau · Panama · Puerto Rico · Salvador · Turks- és Caicos-szigetek · Zimbabwe                                                             |
| USN          | Amerikai dollár (következő nap) (alapkód)                          | Amerikai Egyesült Államok |
| USS          | Amerikai dollár (adott nap) (alapkód)1                             | Amerikai Egyesült Államok |
| UYI          | Uruguay Peso en Unidades Indexadas (URUIURUI) (alapkód)            | Uruguay |
| UYU          | Uruguayi peso                                                      | Uruguay |
| UZS          | Üzbég szom                                                         | Üzbegisztán |
| VEF          | Venezuelai bolívar                                                 | Venezuela |
| VND          | Vietnámi đồng                                                      | Vietnám |
| VUV          | Vanuatui vatu                                                      | Vanuatu |
| WST          | Szamoai tala                                                       | Szamoa |
| XAF          | Közép-afrikai valutaközösségi frank                                | Kamerun · Közép-afrikai Köztársaság · Kongói Köztársaság · Csád · Egyenlítői-Guinea · Gabon |
| XAG          | Ezüst uncia                                                        | |
| XAU          | Arany uncia                                                        | CyberBunker |
| XBA          | Európai Összetett Egység (EURCO) (kötvénypiaci egység)             | |
| XBB          | Európai Pénzegység (E.M.U.-6) (kötvénypiaci egység)                | |
| XBC          | 9-es Európai Elszámolási Egység (E.U.A.-9) (kötvénypiaci egység)   | |
| XBD          | 17-es Európai Elszámolási Egység (E.U.A.-17) (kötvénypiaci egység) | |
| XCD          | Kelet-karibi dollár                                                | Anguilla · Antigua és Barbuda · Dominikai Közösség · Grenada · Montserrat · Saint Kitts és Nevis · Saint Lucia · Saint Vincent és a Grenadine-szigetek |
| XDR          | Speciális valuta                                                   | IMF |
| XFU          | UIC frank (Különleges megállapodott pénznem)                       | Nemzetközi Vasútegylet |
| XOF          | Nyugat-afrikai valutaközösségi frank                               | Benin · Bissau-Guinea · Burkina Faso · Elefántcsontpart · Mali · Niger · Szenegál · Togo |
| XPD          | Palládium uncia                                                    | |
| XPF          | Csendes-óceáni valutaközösségi frank                               | Francia Polinézia · Új-Kaledónia · Wallis és Futuna |
| XPT          | Platina uncia                                                      | |
| XTS          | Tesztelésre fenntartott kód                                        | |
| XXX          | Nincs pénznem                                                      | |
| YER          | Jemeni riál                                                        | Jemen |
| ZAR          | Dél-afrikai rand                                                   | Dél-afrikai Köztársaság · Zimbabwe |
| ZMW          | Zambiai kwacha                                                     | Zambia |
| ZWL          | Zimbabwei dollár (használata felfüggesztve)                        | Zimbabwe |

1 Már nem használják, de az ISO 4217-MA listán még megtalálható.

## Valutakód nélküli pénznemek, nem hivatalos ISO-4217 kódok
| Kód | Pénznem               | A pénznemet használó ország(ok), terület(ek) neve |
| --- | --------------------- | ------------------------------------------------- |
| GGP | Guernsey-i font       | Guernsey Bailiffség                               |
| JEP | Jersey-i font         | Jersey Bailiffség                                 |
| IMP | Man-szigeti font      | Man-sziget                                        |
| KRI | Kiribati dollár       | Kiribati                                          |
| SLS | Szomáliföldi shilling | Szomáliföld                                       |
| PRB | Dnyeszter menti rubel | Dnyeszter Menti Köztársaság                       |
| TVD | Tuvalui dollár        | Tuvalu                                            |
| —   | Alderney-i font       | Alderney                                          |
| —   | Cook-szigeteki dollár | Cook-szigetek                                     |
| —   | Feröeri korona        | Feröer                                            |
| —   | Arcahi dram           | Hegyi-Karabah Köztársaság                         |
| —   | Skót font             | Skócia                                            |
| —   | Északír font          | Észak-Írország                                    |

## Elavult valutakódok

### Euróval helyettesítve
| ISO-4217 kód | Pénznem           | A pénznemet korábban használó ország(ok), terület(ek) |
| ------------ | ----------------- | ----------------------------------------------------- |
| ATS          | Osztrák schilling | Ausztria                                              |
| BEF          | Belga frank       | Belgium                                               |
| CYP          | Ciprusi font      | Ciprus · Akrotíri és Dekélia                          |
| DEM          | Német márka       | Németország                                           |
| EEK          | Észt korona       | Észtország                                            |
| ESP          | Spanyol peseta    | Spanyolország                                         |
| FIM          | Finn márka        | Finnország                                            |
| FRF          | Francia frank     | Franciaország                                         |
| GRD          | Görög drachma     | Görögország                                           |
| HRK          | Horvát kuna       | Horvátország                                          |
| IEP          | Ír font           | Írország                                              |
| ITL          | Olasz líra        | Olaszország                                           |
| LUF          | Luxemburgi frank  | Luxemburg                                             |
| LTL          | Litván litas      | Litvánia                                              |
| LVL          | Lett lat          | Lettország                                            |
| MTL          | Máltai líra       | Málta                                                 |
| NLG          | Holland gulden    | Hollandia                                             |
| PTE          | Portugál escudo   | Portugália                                            |
| SIT          | Szlovén tolár     | Szlovénia                                             |
| SKK          | Szlovák korona    | Szlovákia                                             |

### Más okból helyettesítve
1. AFA Afganisztán – Afghani (AFN-nel helyettesítve)
2. ALK Albánia – régi lek (ALL-lel helyettesítve)
3. AON Angola – Angolai Új Kwanza (AOA-val helyettesítve)
4. AOR Angola – Angolai Kwanza Readjustado (AOA-val helyettesítve)
5. ARP Argentína – Peso Argentino (ARS-sel helyettesítve)
6. ARY Argentína – Argentín peso (ARS-sel helyettesítve)
7. BEC Belgium – Belga frank (konvertibilis)
8. BEL Belgium – Belgian frank (pénzügyi)
9. BGJ Bulgária – lev A/52 (BGN-nel helyettesítve)
10. BGK Bulgária – lev A/62 (BGN-nel helyettesítve)
11. BGL Bulgária – lev A/99 (BGN-nel helyettesítve)
12. BOP Bolívia – Bolíviai peso (BOB-vel helyettesítve)
13. BRB Brazília – cruzeiro (BRL-lel helyettesítve)
14. BRC Brazília – cruzado (BRL-lel helyettesítve)
15. CNX Kína – Kínai emberek bank dollárja (CNY-nal helyettesítve)
16. CSD Szerbia – Szerb dinár (RSD-vel helyettesítve)
17. CSJ Csehszlovákia – Csehszlovák korona A/53
18. CSK Csehszlovákia – Csehszlovák korona (CZK-val és SKK-val helyettesítve)
19. CUC Kuba – Kubai konvertibilis peso (CUP-lel helyettesítve)
20. DDM NDK – Kelet-német Márka (DEM-mel helyettesítve)
21. ECS Ecuador – sucre (USD-vel helyettesítve)
22. ECV Ecuador – Unidad de Valor Constante (alapkód) (abbahagyva)
23. EQE Egyenlítői-Guinea – Egyenlítői-guineai ekwele (XAF-fel helyettesítve)
24. ESA Spanyolország – Spanyol peseta (A)
25. ESB Spanyolország – Spanyol peseta (B)
26. GNE Guinea – Guineai syli (XOF-fel helyettesítve)
27. GWP Guinea – Guineai peso (XOF-fel helyettesítve)
28. ILP Izrael – Izraeli font (ILR-rel helyettesítve)
29. ILR Izrael – Izraeli régi shekel (ILS-sel helyettesítve)
30. ISJ Izland – Izlandi régi krona (ISK-val helyettesítve)
31. LAJ Laosz – Laoszi kip – Pot Pol (LAK-val helyettesítve)
32. MAF Mali – Mali frank (XOF-fel helyettesítve)
33. MGF Madagaszkár – Madagaszkári frank (MGA-val helyettesítve)
34. MKN Macedónia – Macedón dinár A/93 (MKD-vel helyettesítve)
35. MVQ Maldív-szigetek – Maldív-szigeteki rúpia (MVR-rel helyettesítve)
36. MXP Mexikó – Mexikói peso (MXN-nel helyettesítve)
37. PEH Peru – Perui sol (PEN-nel helyettesítve)
38. PLZ Lengyelország – Lengyel złoty A/94 (PLN-nel helyettesítve)
39. ROK Románia – Román lej A/52 (ROL-lel helyettesítve)
40. ROL Románia – Román lej A/05 (RON-nel helyettesítve)
41. RUR Oroszország – Orosz rúbel (RUB-vel helyettesítve)
42. SRG Suriname – guilder (SRD-vel helyettesítve)
43. SVC El Salvador – El Salvador-i colón (USD-vel helyettesítve)
44. SUR Szovjetunió – Szovjetunió rúbel (RUB-vel helyettesítve)
45. SVC El Salvador – Salvadori colón (USD-vel helyettesítve)
46. TPE Timori escudo
47. TRL Törökország – Török líra A/05 (TRY-nal helyettesítve)
48. UGW Uganda – Ugandai régi shilling (UGX-szel helyettesítve)
49. UYN Uruguay – Uruguayi régi peso (UYU-val helyettesítve)
50. VNC Vietnám – Vietnámi régi dong (VND-vel helyettesítve)
51. YDD Dél-Jemen – Dél-jemeni dinár (YER-rel helyettesítve)
52. YUD Jugoszlávia – Új Jugoszláv Dinár (CSD-vel helyettesítve)
53. YUM Jugoszlávia – Jugoszláv dinár (CSD-vel helyettesítve)
54. ZAL Dél-Afrika – pénzügyi mezsgye (alapkód) (abbahagyva)
55. ZRN Zaire – Új Zaire (CDF-fel helyettesítve)
56. ZRZ Zaire – Zaire (CDF-fel helyettesítve)
57. ZWC Zimbabwe – Rhodéziai dollár (ZWD-vel helyettesítve)
58. ZWK Zambia - Zambiai kwacha (ZMW-vel helyettesítve)